# Interstate 494
Pour les articles homonymes, voir Route 494.
L'Interstate 494 (I-494) est une autoroute américaine auxiliaire formant le segment sud et ouest de la route de ceinture de l'I-94 autour de Minneapolis-Saint Paul, dans le Minnesota. La route fait 42,94 miles (69,11 km), auxquels il faut ajouter l'I-694 qui complète la boucle. Ces deux autoroutes forment également une boucle pour les autres autoroutes de la région, l'I-35W et l'I-35E.

## Description du tracé
La numérotation de l'I-494 est inhabituelle car elle débute à la rivière Minnesota et augmente vers l'ouest (entre Eagan et Bloomington) et continue en sens horaire tout le long de l'autoroute ainsi que de l'I-694. La dernière sortie, à l'est de la rivière Minnesota est la sortie 71 vers Pilot Knob Road. La première sortie à l'ouest de la rivière est la sortie 1A qui donne accès à la MN 5 et à l'Aéroport international de Minneapolis–Saint Paul.

## Liste des sorties
| Interstate 494                            |                                             |       |        |                                                   |                                                                              |                                                                                 |
| Comté                                     | Municipalité                                | mi    | km     | Sortie                                            | Intersections / Destinations                                                 | Notes                                                                           |
| Washington                                | Oakdale                                     | 58,16 | 93,60  |                                                   | I-694 nord                                                                   | Continue au-delà de l'I-94                                                      |
| Washington                                | Limite Oakdale–Woodbury                     | 58,16 | 93,60  | 58                                                | I-94 / US 12 – Saint Paul, Eau Claire                                        | Indiqué sortie 58A (ouest) et 58B (est); sortie 249 de l'I-94                   |
| Washington                                | Woodbury                                    | 59,00 | 94,95  | 58C                                               | Tamarack Road                                                                |                                                                                 |
| Washington                                | Woodbury                                    | 59,85 | 96,32  | 59                                                | CSAH 16 (Valley Creek Road)                                                  |                                                                                 |
| Washington                                | Woodbury                                    | 60,69 | 97,67  | 60                                                | CSAH 25 (Lake Road)                                                          |                                                                                 |
| Limite Ramsey–Washington                  | Limite Maplewood–Newport                    | 63,18 | 101,67 | 63A                                               | US 10 ouest / US 61 nord / CSAH 18 / Great River Road (en) nord – Saint Paul | Terminus est du multiplex avec Great River Road                                 |
| Washington                                | Newport                                     | 63,18 | 101,67 | 63B                                               | US 10 est / US 61 sud – Hastings                                             |                                                                                 |
| Washington                                | Newport                                     | 63,41 | 102,05 | 63C                                               | CSAH 38 (Maxwell Avenue)                                                     | Sortie direction est, entrée direction ouest                                    |
| Dakota                                    | South Saint Paul                            | 64,00 | 102,99 | Pont Wakota au-dessus du Mississippi              | Pont Wakota au-dessus du Mississippi                                         | Pont Wakota au-dessus du Mississippi                                            |
| Dakota                                    | South Saint Paul                            | 64,20 | 103,33 | 64A                                               | Hardman Avenue                                                               |                                                                                 |
| Dakota                                    | South Saint Paul                            | 64,65 | 104,04 | 64B                                               | CSAH 56 (Concord Avenue) / Great River Road (en) sud                         | Terminus ouest du multiplex avec Great River Road                               |
| Dakota                                    | South Saint Paul                            | 65,13 | 104,81 | 65                                                | 5th Avenue, 7th Avenue                                                       |                                                                                 |
| Dakota                                    | Inver Grove Heights                         | 66,15 | 106,46 | 66                                                | US 52 – Saint Paul, Rochester                                                |                                                                                 |
| Dakota                                    | Inver Grove Heights                         | 66,39 | 106,85 | 67                                                | MN 3 (en) (Robert Street) / MN 62 (en)                                       | Pas de sortie vers MN 62 en direction est                                       |
| Dakota                                    | Limite Eagan–Mendota Heights                | 70,05 | 112,73 | 69                                                | MN 149 (en) (Dodd Road) vers MN 55 (en)                                      |                                                                                 |
| Dakota                                    | Limite Eagan–Mendota Heights                | 70,82 | 113,97 | 70                                                | I-35E – Saint Paul, Albert Lea                                               | Sortie 99A-B de l'I-35E                                                         |
| Dakota                                    | Limite Eagan–Mendota Heights                | 71,91 | 115,72 | 71                                                | CSAH 31 (Pilot Knob Road)                                                    |                                                                                 |
| Limite Dakota–Hennepin                    | Tripoint Eagan–Mendota Heights– Bloomington | 73,02 | 117,52 | Pont de l'I-494 au-dessus de la rivière Minnesota | Pont de l'I-494 au-dessus de la rivière Minnesota                            | Pont de l'I-494 au-dessus de la rivière Minnesota                               |
| Limite Dakota–Hennepin                    | Tripoint Eagan–Mendota Heights– Bloomington | 0,00  | 0,00   | Pont de l'I-494 au-dessus de la rivière Minnesota | Pont de l'I-494 au-dessus de la rivière Minnesota                            | Pont de l'I-494 au-dessus de la rivière Minnesota                               |
| Hennepin                                  | Bloomington                                 | 1,26  | 2,02   | 1A                                                | MN 5 (en) est – Terminal 1                                                   | Terminus est du multiplex avec MN 5                                             |
| Hennepin                                  | Bloomington                                 | 1,64  | 2,63   | 1B                                                | 34th Avenue – Terminal 2                                                     |                                                                                 |
| Hennepin                                  | Bloomington                                 | 2,36  | 3,79   | 2A                                                | CSAH 1 sud (24th Avenue)                                                     |                                                                                 |
| Hennepin                                  | Limite Bloomington–Richfield                | 2,84  | 4,56   | 2                                                 | MN 77 (en) (Cedar Avenue)                                                    | Indiqué sortie 2B (nord) et 2C (sud)                                            |
| Hennepin                                  | Limite Bloomington–Richfield                | 3,36  | 5,40   | 3                                                 | CSAH 35 (Portland Avenue) / 12th Avenue                                      |                                                                                 |
| Hennepin                                  | Limite Bloomington–Richfield                | 4,36  | 7,01   | 4A                                                | CSAH 52 nord (Nicollet Avenue)                                               |                                                                                 |
| Hennepin                                  | Limite Bloomington–Richfield                | 4,86  | 7,81   | 4B                                                | Lyndale Avenue                                                               |                                                                                 |
| Hennepin                                  | Limite Bloomington–Richfield                | 5,34  | 8,60   | 5                                                 | I-35W – Minneapolis, Albert Lea                                              | Indiqué sortie 5A (nord) et 5B (sud); sortie 9A-B de l'I-35W                    |
| Hennepin                                  | Limite Bloomington–Richfield                | 5,85  | 9,42   | 6A                                                | CSAH 32 (Penn Avenue)                                                        |                                                                                 |
| Hennepin                                  | Bloomington                                 | 6,88  | 11,06  | 6B                                                | CSAH 17 (France Avenue)                                                      |                                                                                 |
| Hennepin                                  | Bloomington                                 | 7,93  | 12,76  | 7                                                 | MN 100 (en) nord / CSAH 34 (Normandale Boulevard)                            | Indiqué sortie 7A (nord) et 7B (sud)                                            |
| Hennepin                                  | Bloomington                                 | 8,52  | 13,71  | 8                                                 | CSAH 28 (E. Bush Lake Road)                                                  |                                                                                 |
| Hennepin                                  | Limite Bloomington–Eden Prairie             | 10,11 | 16,23  | 10A                                               | US 169                                                                       |                                                                                 |
| Hennepin                                  | Limite Bloomington–Eden Prairie             | 10,11 | 16,23  | 10B                                               | Washington Avenue                                                            | Sortie direction est, entrée direction ouest                                    |
| Hennepin                                  | Eden Prairie                                | 11,66 | 18,76  | 11A                                               | CSAH 61 (Flying Cloud Drive) / Prairie Center Drive                          | Sortie direction ouest, entrée direction est                                    |
| Hennepin                                  | Eden Prairie                                | 11,92 | 19,19  | 11                                                | US 212 ouest / MN 5 (en) ouest                                               | Terminus ouest du multiplex avec MN 5; indiqué sortie 11AB (est) et 11C (ouest) |
| Hennepin                                  | Eden Prairie                                | 12,23 | 19,69  | 12                                                | CSAH 39 (Valley View Road)                                                   | Sortie direction sud, entrée direction nord                                     |
| Hennepin                                  | Minnetonka                                  | 13,90 | 22,37  | 13                                                | MN 62 (en) est / CSAH 62 ouest                                               |                                                                                 |
| Hennepin                                  | Minnetonka                                  | 16,27 | 26,18  | 16                                                | MN 7 (en)                                                                    | Indiqué sortie 16A (est) et 16B (ouest)                                         |
| Hennepin                                  | Minnetonka                                  | 16,97 | 27,31  | 17                                                | Minnetonka Boulevard                                                         |                                                                                 |
| Hennepin                                  | Minnetonka                                  | 19,51 | 31,40  | 19                                                | I-394 est / US 12 – Minneapolis, Wayzata                                     |                                                                                 |
| Hennepin                                  | Plymouth                                    | 20,37 | 32,78  | 20                                                | Carlson Parkway                                                              |                                                                                 |
| Hennepin                                  | Plymouth                                    | 21,30 | 34,28  | 21                                                | CSAH 6                                                                       |                                                                                 |
| Hennepin                                  | Plymouth                                    | 22,27 | 35,84  | 22                                                | MN 55 (en)                                                                   |                                                                                 |
| Hennepin                                  | Plymouth                                    | 23,52 | 37,86  | 23                                                | CSAH 9 (Rockford Road)                                                       |                                                                                 |
| Hennepin                                  | Maple Grove                                 | 26,20 | 42,17  | 26                                                | CSAH 10 (Bass Lake Road)                                                     |                                                                                 |
| Hennepin                                  | Maple Grove                                 | 27,99 | 45,05  | 27                                                | I-94 ouest / US 52 ouest – Saint Cloud                                       | Sortie direction nord, entrée direction sud; sortie 216 de l'I-94               |
| Hennepin                                  | Maple Grove                                 | 27,99 | 45,05  |                                                   | I-94 est / I-694 est / US 52 nord                                            | La route continue au-delà comme I-94 / I-694 / US 52                            |
| - Terminus de multiplex - Accès incomplet |                                             |       |        |                                                   |                                                                              |                                                                                 |